# 엠아이큐브솔루션
엠아이큐브솔루션(MICUBE Solution)는 대한민국의 스마트 팩토리 시스템 소프트웨어 업체이다. 스마트팩토리 시스템 구축은 물론 컨설팅에서 운영 서비스까지 솔루션을 제공한다.

## 연혁
2023년 8월 4일 공모가 12,000원에 코스닥 시장에 상장하였다.

## 참고문헌
1. ↑  박종선, 유진투자증권 IPO 예정-엠아이큐브솔루션, 2023년 7월 20일
2. ↑  정희영, 클릭! 이 기업 엠아이큐브솔루션, 설립 후 연평균 44% 매출 성장 비결은? 머니투데이방송, 2019년 7월 22일

## 같이 보기
- 엠투아이
- 링크제니시스
- 이삭엔지니어링
- 코윈테크
- 엠로